# Eschengehege nördlich Tangerhütte
Eschengehege nördlich Tangerhütte este o arie protejată (arie specială de conservare — SAC, sit de importanță comunitară — SCI) din Germania întinsă pe o suprafață de 162 ha, integral pe uscat.

## Localizare
Centrul sitului Eschengehege nördlich Tangerhütte este situat la coordonatele 52°27′05″N 11°47′57″E / 52.4514°N 11.7992°E.

## Înființare
Situl Eschengehege nördlich Tangerhütte a fost declarat sit de importanță comunitară în octombrie 2000 pentru a proteja 2 specii de animale. Situl a fost protejat și ca arie specială de conservare în decembrie 2018.

## Biodiversitate
Situată în ecoregiunea continentală, aria protejată conține 2 habitate naturale: Păduri de stejar sau de stejar și carpen sub-atlantice și medio-europene de Carpinion betuli, Păduri aluvionare cu Alnus glutinosa și Fraxinus excelsior (Alno-Padion, Alnion incanae, Salicion albae).
La baza desemnării sitului se află mai multe specii protejate de  mamifere (2): castor (Castor fiber), vidră de râu (Lutra lutra)
Pe lângă speciile protejate, pe teritoriul sitului au mai fost identificate 4 specii de mamifere.